# Chelle-Debat
Chelle-Debat è un comune francese di 217 abitanti situato nel dipartimento degli Alti Pirenei nella regione dell'Occitania.

## Società

### Evoluzione demografica
Abitanti censiti